# Левицкий, Вадим Петрович
Вадим Петрович Левицкий (укр. Вадим Петрович Левицький; 8 сентября 1879, Губовка, Херсонская губерния — 5 октября 1959, Бобринец, Кировоградская область) — украинский актёр и режиссёр. Герой Труда. Заслуженный артист Украинской ССР (1947).

## Биография
В 1895 году окончил Елисаветградское духовное училище. Учительствовал, руководил церковным хором в Каменных Потоках. Выступал в хоре Русского театра в Одессе, труппе А. Суслова в Ростове-на-Дону и Саратове.
В 1898-99 гг. с труппой М. Кропивницкого гастролировал по Одессе, Кишиневе, Москве. Играл в труппах И. Захаренко, С. Фигнера-Бурлаченко, Д. Гайдамаки. В составе различных театральных коллективов концертировал по Украине, России, Польше, Литве и других странах.
В 1919 году отправился в Саратов. На базе русской оперной трупы осуществил постановку оперы «Наталка Полтавка» Н. Лысенко, был режиссёром Покровского театра Саратовской губернии, в котором поставил оперу «Запорожец за Дунаем» С. Гулака-Артемовского, спектакли «Сватовство на Гончаровке», «Шельменко-денщик» и др.
В начале 1920-х гг. давал спектакли в селах Крыма, играл в передвижном театре Тирасполя. В середине 1920-х гг. — работал в первом профессиональном реалистическом театре им. Т. Шевченко. В 1928—1930 гг. — театре им. М. Заньковецкой. До 1934 года работал в театре музыкальной комедии на Донбассе. В 1934—1935 гг. — театре Кривого Рога.
В 1935—1949 гг. (с перерывом во время войны) — в Каменец-Подольском драматическом театре им. Г. Петровского. Во время войны выступал в воинских частях и госпиталях.
В начале 1950-х переехал в Бобринец, руководил любительским драмкружком.

## Репертуар
Обладал сильным голосом. В репертуаре — партии и роли в спектаклях украинской и русской классики, среди которых Султан, Карась («Запорожец за Дунаем» С. Гулака-Артемовского), Бурлака (одноименная пьеса И. Карпенко-Карого), Кукса («Остались в дураках» М. Кропивницкого), Ботинок («Сорочинская ярмарка» М. Старицкого), Нил («Мещане» М. Горького) и другие.